# ژان ووران
ژان ووران (فرانسوی: Jean Vuarnet‎; ۱۸ ژانویهٔ ۱۹۳۳ – ۲ ژانویهٔ ۲۰۱۷) اسکی‌باز آلپاین اهل فرانسه بود.